# Commissie genetische modificatie
De Commissie Genetische Modificatie of afgekort COGEM is een adviesorgaan van de Nederlandse regering. De COGEM geeft de Nederlandse regering gevraagd en ongevraagd advies over "mogelijke risico's van productie en handelingen met genetische gemodificeerde organismen (ggo's) voor mens en milieu". Tevens informeert de COGEM de betrokken ministers over ethisch-maatschappelijke aspecten verbonden aan genetische modificatie. Wat precies de taken zijn van de COGEM is vastgelegd in de Wet Milieubeheer.

## Structuur
De COGEM bestaat uit deskundigen; twintig leden en twintig buitenleden. De leden worden benoemd door de minister van Infrastructuur en Waterstaat op voordracht van het dagelijks bestuur van de COGEM. De buitenleden worden benoemd door het dagelijks bestuur van de COGEM.
COGEM bestaat uit vier subcommissies met elk hun eigen expertise:
1. Landbouw
2. Medisch Veterinair
3. Ethiek en Maatschappelijke Aspecten
4. Ingeperkt Gebruik